# Impious
Impious je švedski death/thrash metal sastav.

## Povijest sastava
Sastav su 1994. godine osnovali Valle Adžić i Martin Åkesson, te su prvi studijski album Evilized objavili 1998. godine. Nakon promjena u postavi, objavljuju albume Terror Succeeds 2000. i The Killer 2002. Dvije godine kasnije potpisuju za poznatu američku izdavačku kuću Metal Blade, te objavljuju albume Hellucinate, konceptualni album Holy Murder Masquerade, te zasad posljednji Death Domination 2009. godine. 

## Članovi
- Martin Åkesson - vokal
- Valle Daniel Adžić - gitara
- Robin Sörqvist - gitara
- Erik Peterson - bas-gitara
- Mikael Norén - bubnjevi

## Diskografija
Studijski albumi
- Evilized (1998.)
- Terror Succeeds (2000.)
- The Killer (2002.)
- Hellucinate (2004.)
- Holy Murder Masquerade (2007.)
- Death Domination (2009.)

## Vanjske poveznice
- Službena MySpace stranica